# Diffusilinidae
Diffusilinidae es una familia de foraminíferos bentónicos de la superfamilia Astrorhizoidea, del suborden Astrorhizina y del orden Astrorhizida. Su rango cronoestratigráfico abarca desde el Ordovícico hasta la Actualidad.

## Discusión
Clasificaciones previas incluían Diffusilinidae en el suborden Textulariina del orden Textulariida.

## Clasificación
Diffusilinidae incluye a los siguientes géneros:
- Atelikamara †
- Diffusilina
- Kerionammina †